# Mela (Francia)
Mela (in corso Mela) è un comune francese di 30 abitanti situato nel dipartimento della Corsica del Sud nella regione della Corsica. Faceva parte dell'antica microregione (pieve) del Tallano.

## Società

### Evoluzione demografica
Abitanti censiti